# Fehérfejű kúszóbanka
A fehérfejű kúszóbanka (Phoeniculus bollei) a madarak (Aves) osztályának a szarvascsőrűmadár-alakúak (Bucerotiformes) rendjéhez, ezen belül a kúszóbankafélék (Phoeniculidae) családjához tartozó faj.
A magyar név forrással nincs megerősítve, lehet, hogy az angol név tükörfordítása (White-headed Woodhoopoe).

## Előfordulása
Burundi, Kamerun, a Közép-afrikai Köztársaság, a Kongói Demokratikus Köztársaság, Elefántcsontpart, Ghána, Guinea, Kenya, Libéria, Mali, Nigéria, Ruanda, Szudán, Tanzánia és Uganda területén honos.

## Alfajai
- Phoeniculus bollei bollei
- Phoeniculus bollei jacksoni
- Phoeniculus bollei okuensis

## Megjelenése
Tollazata a fején fehér.

## Életmódja
Főként rovarevő, ízeltlábúakkal, pókokkal, hernyókkal, lárvákkal táplálkozik, de alkalmanként magot és a gyümölcsöt is fogyaszt.